# Selangor
Selangor – stan w Malezji, na Półwyspie Malajskim, nad cieśniną Malakka.
Zajmuje powierzchnię 8 tys. km² i jest najbardziej zaludnionym stanem kraju z 7,2 mln mieszkańców. Na jego terenie leży dystrykt federalny Kuala Lumpur. Stolicą jest Shah Alam (do 1974 r. był Kuala Lumpur) miasto położone w pobliżu Kuala Lumpur i Portu Lotniczego Kuala Lumpur w Sepang.
Jest to najlepiej gospodarczo rozwinięty stan Malezji. W tym stanie jest tor Sepang formuły 1. Przez jego terytorium przechodzi linia kolejowa z Singapuru do Bangkoku.

## Historia
Do 1511 r. część sułtanatu Malakki. Od 1511 r. teren sporny pomiędzy Portugalią, Tajlandią i Aceh. W 1641 r. oddany przez Holendrów sułtanom z Sulabesi, którzy w 1740 r. utworzyli niezależny sułtanat Selangoru. Od 1874 r. protektorat brytyjski. Od 1963 r. część Malezji.

## Atrakcje
- Sunway Lagoon
- The Mines Wonderland
- Park Rolny Malezji
- Jaskinie Batu
- Park Hutan Kanching
- Port Klang
- Kuala Selangor
- Muzeum Orang Asli